# Castello Orsini-Odescalchi
Il castello Orsini-Odescalchi, noto anche come castello di Bracciano, è un castello nel comune italiano di Bracciano risalente al XV secolo.
Costituito da tre cinta di mura esterne, presenta cinque torri, una per ogni vertice della fortificazione esterna. Fu costruito dopo il 1470 da Napoleone Orsini probabilmente con la collaborazione di maestranze Sistine. Il castello apparteneva a Braccio da Montone (Casata Bracci) dietro richiesta del papa (per motivi politici) fu donato al suo sottoposto capitano Orsini. Ne è prova lo stemma del comune un braccio che tiene una rosa (uno dei simboli degli Orsini). Il fratello di Napoleone (il Cardinale Latino Orsini) era il camerlengo di papa Sisto IV proprio negli anni in cui venivano costruiti quasi simultaneamente la Cappella Sistina e il Castello di Bracciano. Oggi è di proprietà degli Odescalchi, famiglia che proprio dagli Orsini rilevò il Ducato di Bracciano alla fine del XVII secolo. Il castello, aperto al pubblico nel 1952 da Livio IV Odescalchi, è visitabile e viene spesso usato per ricevimenti, celebrare matrimoni e per altri eventi privati e culturali.

## Storia
Il castello sorge nel 1470 intorno alla vecchia rocca medioevale dei Prefetti di Vico, risalente al tredicesimo secolo, su ordine di Napoleone Orsini che poi viene portata a termine dal figlio Gentil Virginio Orsini nel 1485. Nel 1485 fu ospite della famiglia Orsini il vescovo di Mantova Ludovico Gonzaga, figlio del marchese di Mantova Ludovico III Gonzaga, che fuggì da Roma a causa della peste. Nella sua storia il castello subisce molti cambiamenti inclusi i progetti di Francesco di Giorgio Martini che fu ospite nella corte di Genti Virginio nel 1490 per restaurare varie fortezze.
Papa Alessandro VI nel 1496 arriva a confiscare il castello, animato da un profondo risentimento verso gli Orsini. In questi anni risalgono le prime decorazioni, tra i più famosi il ciclo della donna medievale che illustra la vita di corte del tardo Medioevo e l'affresco di Antoniazzo Romano che riproduce il trionfo di Gentile Virginio Orsini, pagina importante di questo pittore del Quattrocento.
Terminato il diverbio con il papa gli Orsini riprendono il possesso del castello continuando così l'abbellimento e ampliamento del castello. Alla fine del Cinquecento Giacomo Del Duca, allievo di Michelangelo, realizza una serie di interventi in occasione del sontuoso matrimonio tra Isabella de' Medici e Paolo Giordano Orsini. In quella circostanza i fratelli Taddeo e Federico Zuccari furono chiamati a decorare alcune sale, tra le quali quella che nel 1481 ospitò papa Sisto IV della Rovere in fuga dalla peste che infuriava a Roma. Gli Zuccari, due tra i più importanti artisti della fine del Cinquecento, realizzarono gli affreschi con l'oroscopo dei due sposi e gli emblemi delle due insigni casate.
Nel 1696 agli Orsini subentrarono gli Odescalchi antica famiglia di origine comasca, il cui prestigio si incrementò notevolmente quando uno dei suoi membri ascese al soglio pontificio con il nome di Innocenzo XI.

## Descrizione
L'ingresso del castello
L'arco che sovrasta il viale d'entrata del castello è opera di Jacopo del Duca cui fu commissionato da Paolo Giordano Orsini dopo la costruzione dei giardini nell'ultima metà del Cinquecento. Alla bugnatura aggettante si alternano le rose Orsini, sovrastate dallo stemma della famiglia.
Il granaio
È il primo ambiente che si incontra salendo al castello: il grande edificio rettangolare aveva una doppia funzione: la scuderia al piano terra e il luogo di conservazione del grano nella parte più alta. Si tratta di una costruzione più tarda che testimonia il ruolo fondamentale del castello nell'organizzazione dalla vita economica del feudo.
L'armeria
Sovrastata da un robusto arco sorretto da pilastri in pietra, si trova la porta che immette a una serie di ambienti, in parte scavati nella rupe e rischiarati da finestre, destinati al corpo di guardia e al presidio del castello, con deposito di armi e di munizioni. Dall'ultimo di questi ambienti si accede a un cunicolo di drenaggio destinato a raccogliere l'acqua piovana che cadeva nella corte.
La Corte d'Onore
Dal grande arco d'entrata si accede all'ampia corte del castello, dalla forma di un triangolo irregolare. Il loggiato della parete ovest e il portale di accesso alla sala dei Cesari devono forse il loro aspetto a Francesco di Giorgio Martini.
Le cucine
Fulcro della zona di servizio del castello, le antiche cucine conservano ancora gli enormi quattro camini dove venivano allestiti i ricevimenti della corte rinascimentale. Sono esposti i tegami di rame con il loro numero di inventario e l'incensiere simbolo della famiglia Odescalchi utilizzato per marchiare la proprietà.
All'interno delle cucine ci sono alcuni trofei di caccia degli Odescalchi (animali imbalsamati).
Le torri e i camminamenti
Raccordate dal camminamento di ronda, le cinque torri cilindriche più una sesta mozza, appartenente alla parte più antica della Rocca dei Prefetti di Vico, alternano scale, anditi, logge coperte e scoperte ove i soldati assicuravano la difesa dell'intero castello.
La sala degli Stemmi
In questa torre rivolta verso il lago si possono vedere gli stemmi delle due famiglie che abitarono il Castello: gli Orsini e gli Odescalchi
La sala Etrusca
Qui gli Odescsalchi riunirono una parte della collezione di antichità principalmente etrusche e romane
La loggia e sala delle Armi
Tra le più suggestive del Castello, questi due sale ospitano una parte della collezione di armi Odescalchi e il grande affresco del 1490 dipinto da Antoniazzo Romano che decorava l'arco all'entrata alla corte.  L'affresco mostra a sinistra la cavalcata di Gentil Virginio Orsini che celebra la presa delle armi aragonesi e a destra l'incontro tra Gentil Virginio e Piero de Medici
La sala del Baldacchino
In questa sala la presenza di un letto a baldacchino riporta i visitatori indietro nel tempo 
La sala delle Scienze
Prende il nome dal fregio affrescato con le scienze ma che in realtà non sono altro che i tarocchi cosi come venivano rappresentati nel Rinascimento. 
La sala Felice della Rovere
Dedicata ad una delle donne più importanti vissute nel Castello di Bracciano.  Felice, figlia del Cardinale Giuliano della Rovere (poi papa Giulio II) fu la committente del ciclo di affreschi nel fregio.
La sala d'Ercole
La sala d'Ercole è così detta per il fregio che scorre sotto il soffitto raffigurante episodi della vita dell'eroe classico. Non a caso in questa sala è collocata la prima parte della raccolta di armi iniziata dal principe Ladislao Odescalchi nel secolo XIX e ultimata dal principe Innocenzo prima dell'ultima guerra. In questa sala in particolare sono presenti alcuni fucili e cannoni accanto ad asce da patibolo del XIV secolo.
La sala Gotica
Si dice che sulla base di un pezzo originale di scuola tedesca della fine del XV secolo, Baldassarre Odescalchi fece realizzare tutto l'arredo della camera in stile neogotico in brevissimo tempo. Il gusto neogotico è comune e diffuso in tutta Europa nel corso del XIX secolo e molto apprezzato da Baldassarre stesso. Conoscitore delle arti non volle di certo riferire lo stile della camera all'epoca di costruzione del castello ma volle più probabilmente dotare anche queste sale di una camera in stile, come consuetudine nei palazzi degli intellettuali eclettici della sua epoca.
La sala del Letto Siciliano
Al centro si può ammirare un letto in ferro battuto di straordinaria manifattura siciliana probabilmente risalente al 1700
La sala del Fregio Orsini
Prende il nome dal maestoso fregio con i simboli della famiglia che costruì il Castello
La sala della Diplomazia
In questo ambiente è possibile ammirare quattro grandi pannelli che celebrano Nicolò da Pitigliano 
La sala Orsini-Medici
Detta degli Orsini perché in origine vi erano collocati i ritratti della casata, andati perduti. Alle pareti si trovano i ritratti di Paolo Giordano e di Isabella de' Medici: lo stemma incorniciato da preziosi stucchi celebra il loro matrimonio con l'unione degli emblemi delle nobili casate degli Orsini e dei Medici.
La sala dei Cesari
È la sala più ampia dell'ala nord; originariamente il soffitto si elevava a doppia altezza ma venne abbassato nella seconda metà dell'Ottocento, ricavando una seconda sala.  I busti dei Cesari collocati intorno alle pareti sono in marmo bianco e peperino del XVII secolo.
La sala delle Donne
Il ciclo di affreschi nel fregio rappresenta donne coinvolte in vari passatempi di corte. È conservata in questa sala anche una parte della preziosa collezione di ceramiche dei più significativi centri di produzione italiana: le tipologie sono diverse e le epoche rappresentate vanno dalla metà del XV secolo fino al XVIII.
La sala Paolo Giordano II Orsini
In questa sala è possibile ammirare un busto di Paolo Giordano II Orsini di scuola di Bernini e un ritratto di pittore sconosciuto della Regina Cristina di Svezia
La sala Umberto
Umberto I vi dimorò nel 1900. La decorazione del soffitto a cassettoni è attribuita alla scuola di Antoniazzo Romano e venne realizzata probabilmente alla fine dei lavori di costruzione del castello intorno al 1491. Gli arredi e in particolare il letto hanno nei frontali originali elementi cinquecenteschi.
La sala Papalina
Ricavata all'interno della torre nord la sala Papalina è anche ricordata per aver ospitato papa Sisto IV della Rovere nel 1481, fuggito dalla pestilenza che flagellava Roma. Il soffitto venne affrescato dai fratelli Zuccari nel 1560 in occasione delle nozze tra Paolo Giordano Orsini e Isabella de' Medici con l'oroscopo delle nozze inserito in una splendida decorazione a grottesche su fondo oro.
I giardini
Un giardino pensile affacciato sul lago di Bracciano, in passato ricco di fontane e strutturato come un classico giardino all'italiana, è sovrastato da due imponenti cedri secolari del Libano. Alla base delle mura del castello, si trovano scene di caccia scolpite nella roccia mentre è ancora visibile la spartizione del muro di cinta composta da lesene e archi in laterizio.

### Museo
Centro amministrativo e di rappresentanza delle importanti famiglie che lo hanno posseduto, il castello narra i suoi sei secoli di storia attraverso le antiche armi, gli arredi e i dipinti, i libri e i manoscritti, le decorazioni e gli affreschi.
Dopo papi e re, matrimoni e assedi, il principe Baldassarre Odescalchi e l'architetto Raffaello Ojetti aprirono un nuovo capitolo della sua storia: nei primi anni del Novecento una lunga campagna di restauri restituì bellezza alle antiche pietre, fasto alle sale, quiete ed eleganza ai giardini.
Come già accennato prima, il castello fu aperto al pubblico dal 1952 per volontà del principe Livio IV Odescalchi, nel ventunesimo secolo il castello di Bracciano costituisce una realtà dinamica, che concilia la propria vocazione museale con un'intensa attività nell'ambito dell'organizzazione di eventi utili alla valorizzazione del Bene e capaci di dar vita a un circolo virtuoso che permette di non trascurare un sapiente e costante lavoro di tutela e restauro.

### Le collezioni
Le sale del castello Odescalchi di Bracciano conservano una ricca collezione di oggetti d'arte raccolta dal principe Baldassarre Odescalchi dalla seconda metà dell'Ottocento. Amante delle arti e raffinato conoscitore fu vicino all'ambiente culturale internazionale e progressista che animava la Roma post-unitaria. L'interesse per le arti decorative, che aveva condotto il principe a promuovere e sostenere la fondazione del Museo artistico industriale di Roma, si profuse anche nella massiccia campagna di acquisti volti a ricostituire l'arredo andato perso durante la dominazione francese.
I busti dei dodici Cesari, la rara clessidra del XVI secolo, il letto siciliano in ferro battuto del Settecento, completano insieme a tanti altri oggetti le collezioni del castello raccolte dal principe Baldassarre con la volontà di fare della propria storica dimora un vero museo, nel quale gli oggetti sono capaci di dialogare con l'architettura che li ospita, rievocando per il visitatore il gusto, gli usi e i fasti di un castello del XV secolo.
Le ceramiche
La preziosa raccolta di ceramiche testimonia l'attenzione rivolta alla maiolica italiana, in modo particolare quella cinquecentesca, offrendo un panorama rappresentativo dei principali centri di produzione, attraverso tipologie d'uso e sontuosi esemplari da pompa o devozionali.
I mobili
Gli arredi scelti per le sale rivelano un gusto particolare per la mobilia quattrocentesca e cinquecentesca dell'Europa del Nord, rappresentata dai cassoni nuziali in legno intagliato o pastiglia, benché non manchino esemplari di manifattura italiana, come il pregevole trono ligneo della fine del XV secolo.
La suggestiva Sala Gotica testimonia invece il gusto storicista proprio della seconda metà dell'Ottocento, profuso nel severo arredamento qui conservato, realizzato secondo lo stile che ha dato il nome alla sala.
Le armi
La ricca collezione di armi, che occupa buona parte del secondo piano, per l'importanza dei pezzi che la compongono pone il castello Orsini Odescalchi con le prestigiose raccolte pubbliche italiane, quali quelle del Museo Stibbert di Firenze e del Museo nazionale di palazzo Venezia di Roma, anch'essa di provenienza Odescalchi.
I dipinti
La quadreria offre una selezione di pittura del primo Rinascimento, per lo più dell'Italia centrale, della quale fanno parte la bellissima Crocifissione, il Sant'Antonio da Padova e la Maddalena che, attribuita alla scuola di Crivelli, guarda invece all'arte veneta del Quattrocento.

## Film e programmi televisivi
Nel castello sono stati girati film, serie TV e programmi televisivi:

### Film
- 2012 - L'avvento del male
- C'era una volta
- Il castello dei morti vivi
- La cintura di castità
- Il cuore altrove
- Venere imperiale
- Il tormento e l'estasi
- Commedia sexy
- Oggi sposi
- Othello
- Il conte di Montecristo

### Serie TV
- Edda
- Luisa Sanfelice
- Coco Chanel
- Medici: Masters of Florence

### Programmi televisivi
- Superquark
- Ulisse - Il piacere della scoperta

## Galleria d'immagini

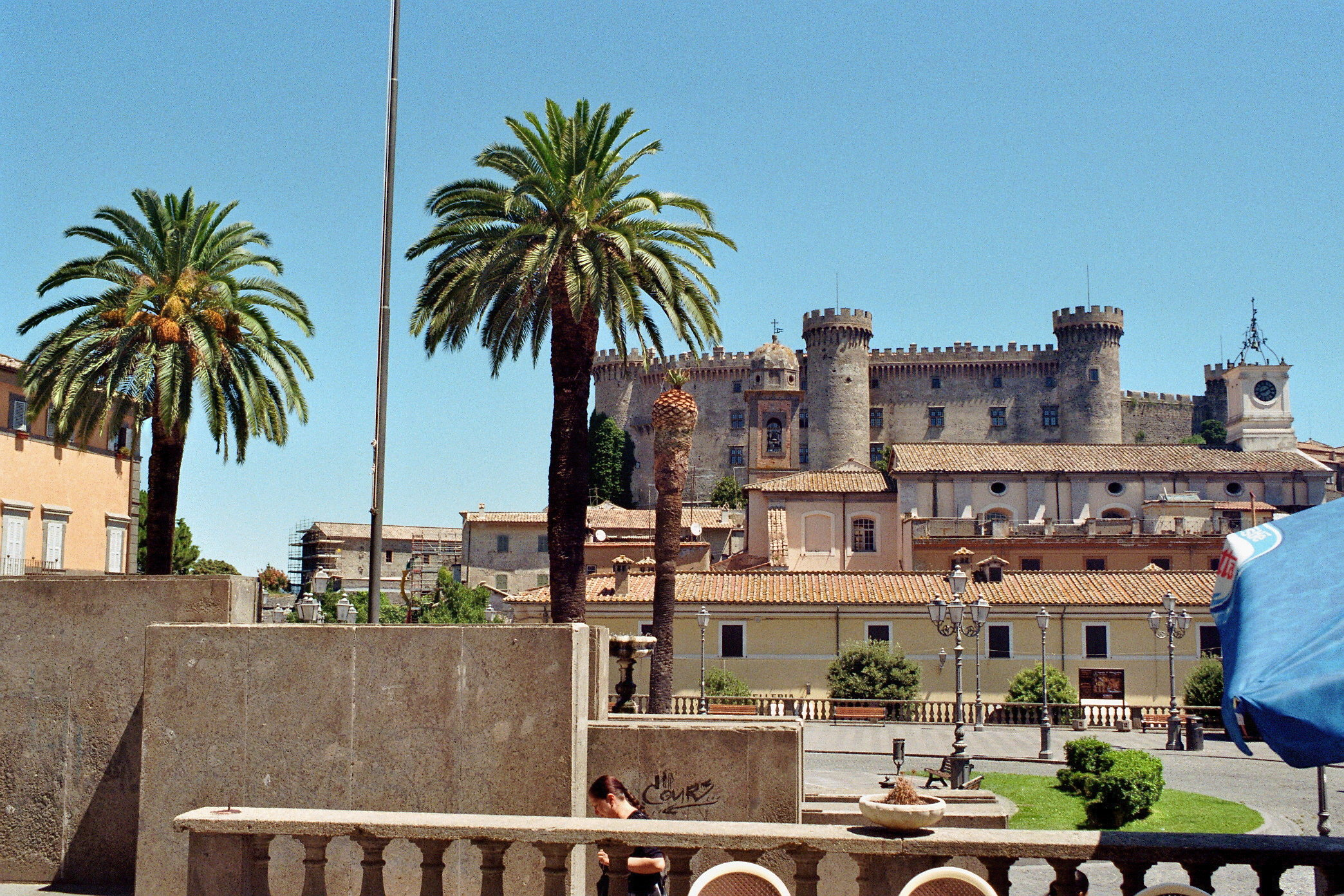
Il castello dalla piazza del comune
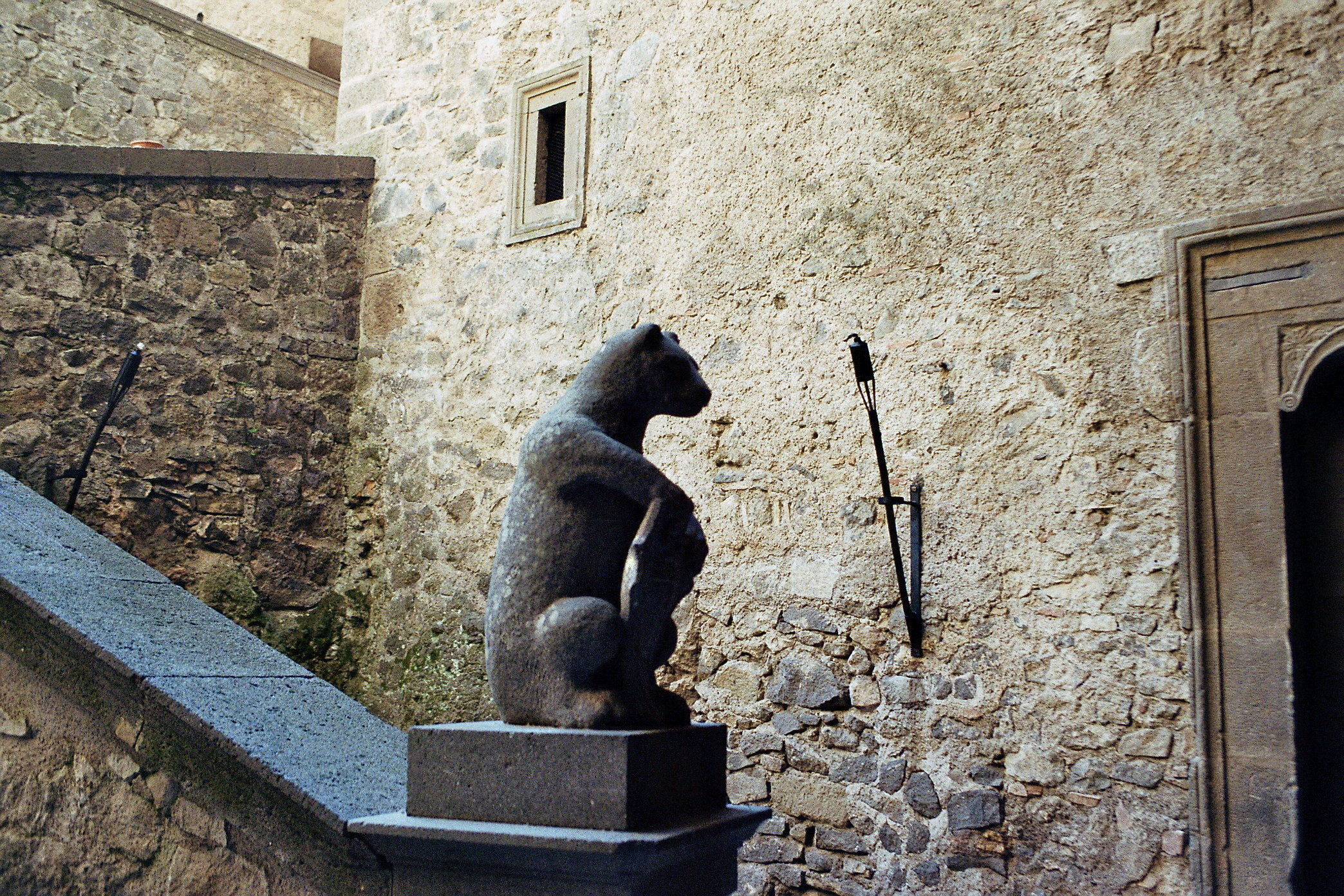
L'ingresso al castello con lo stemma degli Orsini
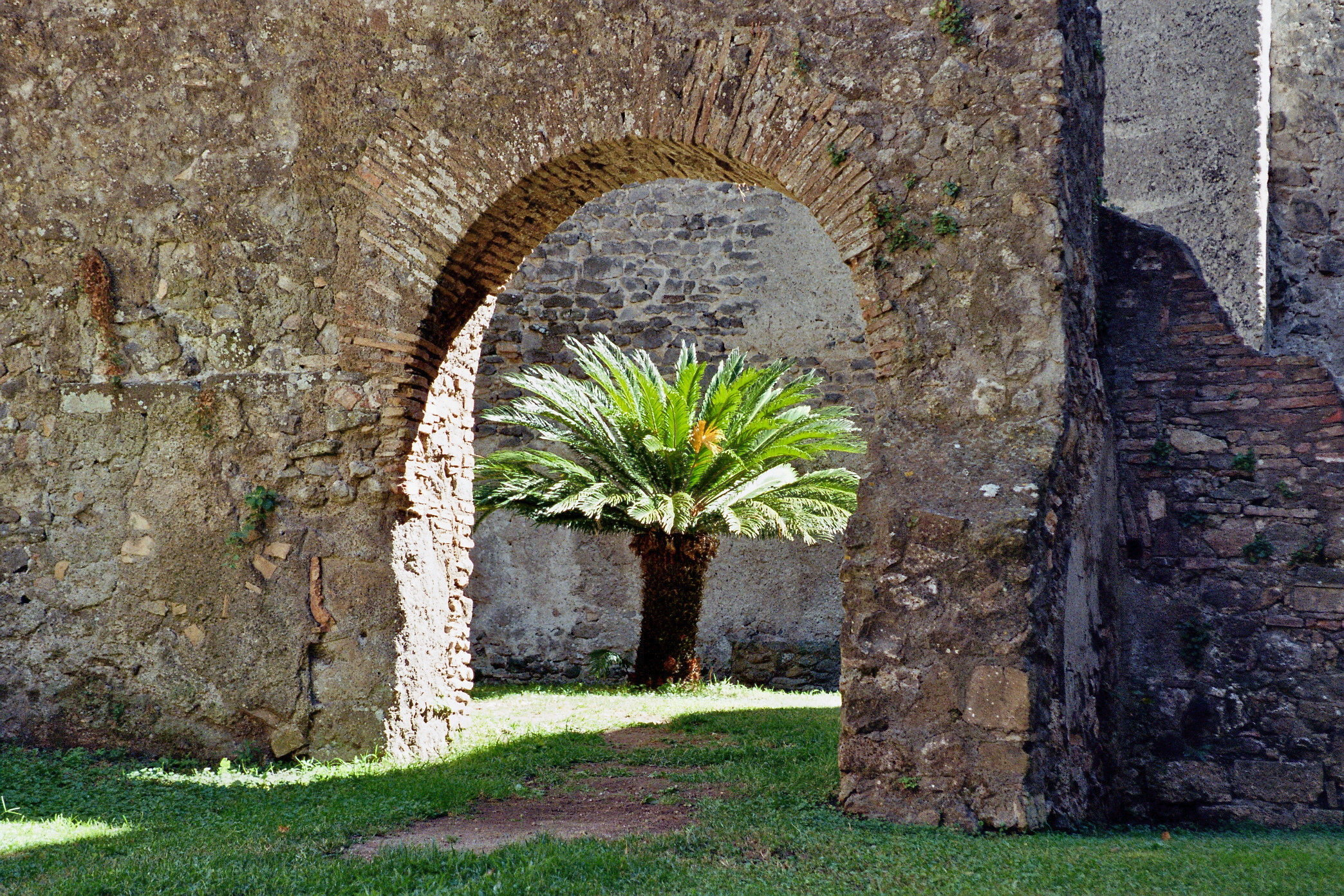
Uno degli archi interni
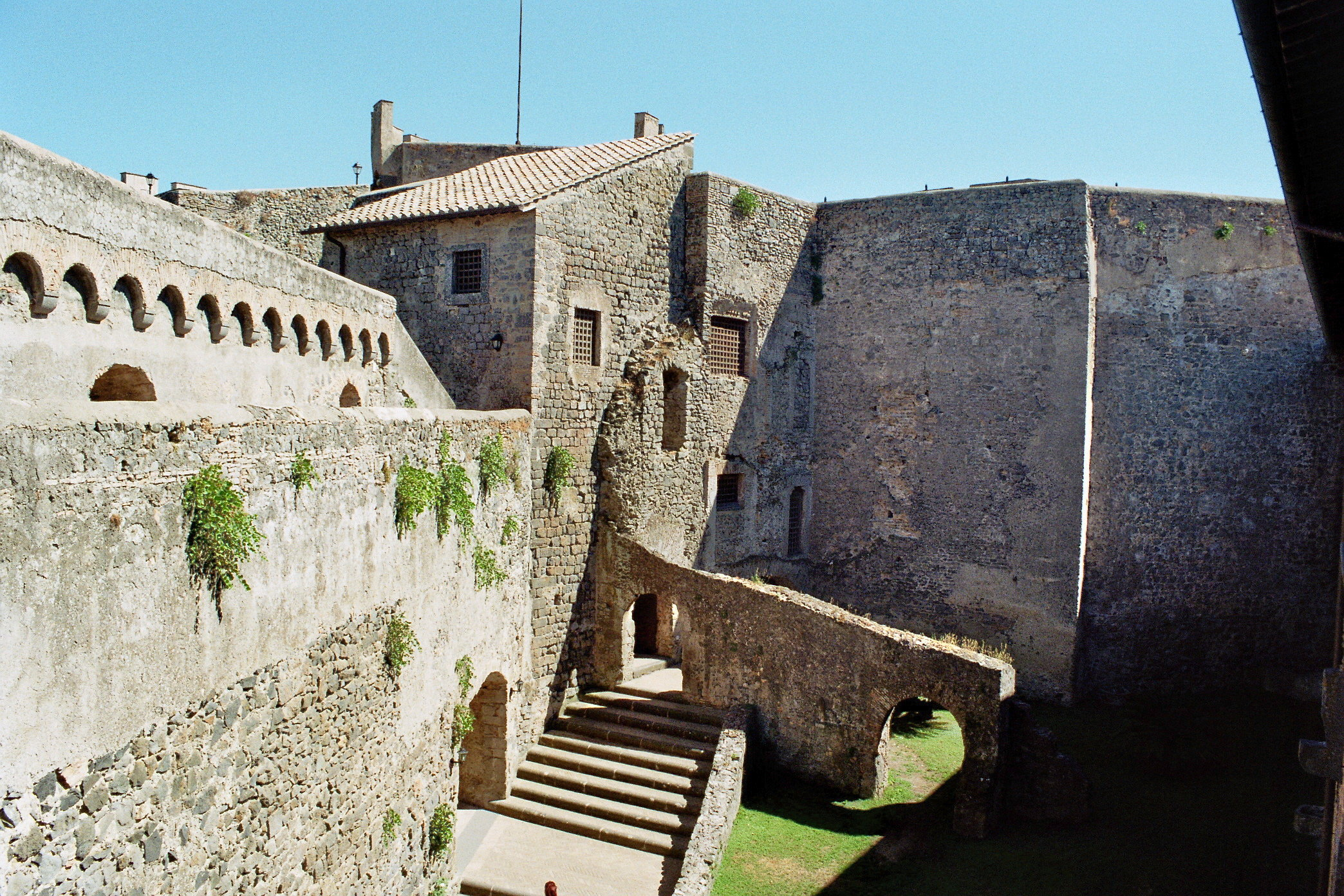
Una visione del cortile interno dalle mura
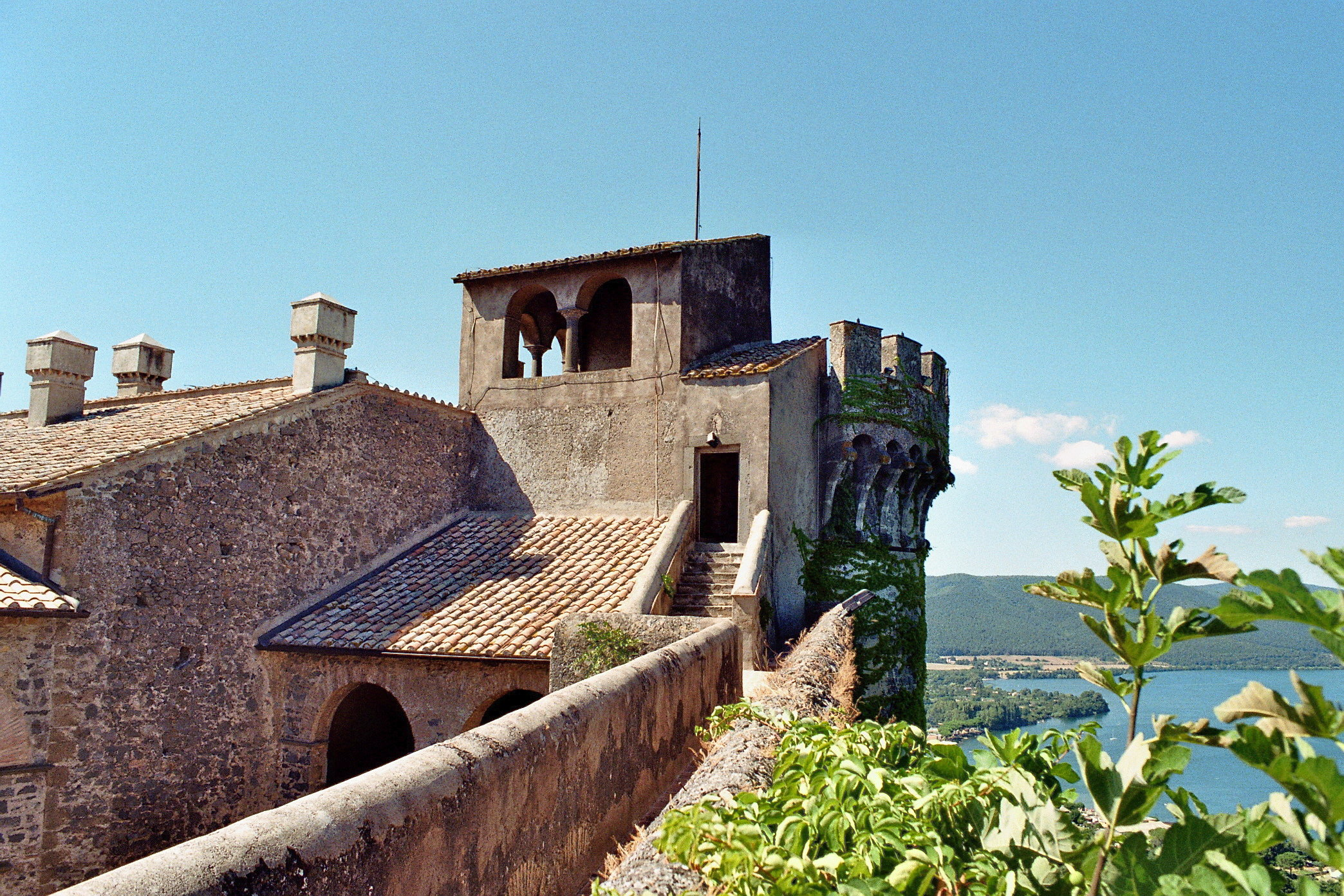
Le mura del castello
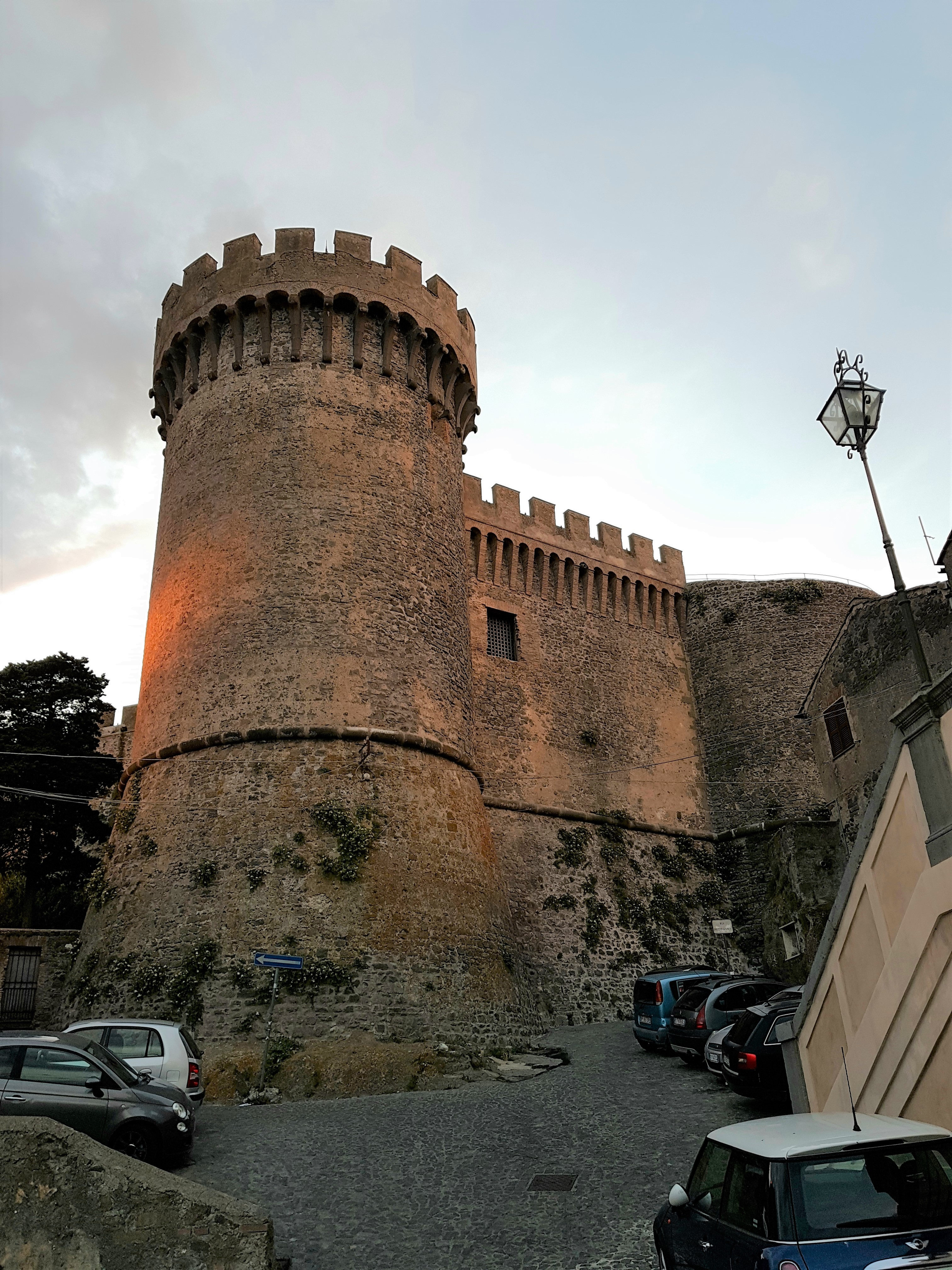
Uno scorcio del castello